# Lalanne-Arqué
Lalanne-Arqué ist eine französische Gemeinde mit 149 Einwohnern (Stand: 1. Januar 2022) im Département Gers in der Region Okzitanien. Sie gehört zum Kanton Astarac-Gimone und zum Arrondissement Mirande.
Nachbargemeinden sind Cap d’Astarac im Norden, Péguilhan im Osten, Boulogne-sur-Gesse im Süden, Mont-d’Astarac im Südwesten und Manent-Montané im Westen.

## Bevölkerungsentwicklung
| Jahr      | 1962 | 1968 | 1975 | 1982 | 1990 | 1999 | 2008 | 2016 | 2018 | 2019 |
| --------- | ---- | ---- | ---- | ---- | ---- | ---- | ---- | ---- | ---- | ---- |
| Einwohner | 200  | 204  | 171  | 175  | 167  | 161  | 129  | 157  | 154  | 153  |